# Pérou aux Jeux olympiques d'été de 2008
Le Pérou participe aux Jeux olympiques d'été de 2008 à Pékin. Il s'agit de sa 16e participation à des Jeux d'été. 

## Athlètes engagés

### Athlétisme
- Marathon 
  - Hommes : Constantino León
  - Dames : María Portilla

- Longueur
  - Hommes : Louis Tristán

#### Hommes
| Epreuve          | Athlète       | Séries   | Séries | Quarts de finale | Quarts de finale | Demi-finales | Demi-finales | Finale   | Finale |
| Epreuve          | Athlète       | Résultat | Rang   | Résultat         | Rang             | Résultat     | Rang         | Résultat | Rang   |
| ---------------- | ------------- | -------- | ------ | ---------------- | ---------------- | ------------ | ------------ | -------- | ------ |
| Saut en longueur | Louis Tristán | 7,62m    | 16e    | -                | -                | -            | -            | -        | -      |

#### Femmes
| Epreuve  | Athlète        | Séries   | Séries | Quarts de finale | Quarts de finale | Demi-finales | Demi-finales | Finale       | Finale |
| Epreuve  | Athlète        | Résultat | Rang   | Résultat         | Rang             | Résultat     | Rang         | Résultat     | Rang   |
| -------- | -------------- | -------- | ------ | ---------------- | ---------------- | ------------ | ------------ | ------------ | ------ |
| Marathon | Maria Portillo | NC       | NC     | NC               | NC               | NC           | NC           | 2h 35 min 19 | 39e    |

### Badminton
- Tournoi Féminin
  - Claudia Rivero

### Escrime
- Épée Dames : Maria Luisa Doig

### Judo
- Hommes : Carlos Zegarra (+ 100 kg)

### Lutte
- Gréco-romaine

- - Hommes : Sixto Barrera (66 kg)

### Sports aquatiques

#### Natation
- 100 m. Brasse Dames : Valeria Silva
- 100 m. Papillon Hommes : Emmanuel Crescimbeni

### Taekwondo
- 68 kg Hommes : Peter Lopez Santos

### Tir
- Skeet Hommes : Marco Matellini

### Voile
- Laser Radial : Paloma Schmidt